# Місія неможлива (серія фільмів)
«Місія неможлива» (англ. Mission: Impossible) — серія шпигунських бойовиків, заснована на однойменному телесеріалі. Складається з восьми частин, перша з яких вийшла 1996 року, а остання — 2025. У центрі сюжету — історія агента Ітана Ганта, якого протягом всієї серії грає Том Круз.

## Актори і персонажі
| Персонаж                                  | Фільм                | Фільм                | Фільм                | Фільм                              | Фільм                         | Фільм                   | Фільм                                    | Фільм                              |
| Персонаж                                  | Місія нездійсненна   | Місія нездійсненна 2 | Місія нездійсненна 3 | Місія неможлива: Протокол «Фантом» | Місія неможлива: Нація ізгоїв | Місія неможлива: Фолаут | Місія неможлива: Розплата. Частина перша | Місія неможлива: Фінальна розплата |
| ----------------------------------------- | -------------------- | -------------------- | -------------------- | ---------------------------------- | ----------------------------- | ----------------------- | ---------------------------------------- | ---------------------------------- |
| Ітан Гант                                 | Том Круз             | Том Круз             | Том Круз             | Том Круз                           | Том Круз                      | Том Круз                | Том Круз                                 | Том Круз                           |
| Лютер Стікелл                             | Вінг Реймс           | Вінг Реймс           | Вінг Реймс           | Вінг Реймс                         | Вінг Реймс                    | Вінг Реймс              | Вінг Реймс                               | Вінг Реймс                         |
| Джим Фелпс                                | Джон Войт            |                      |                      |                                    |                               |                         |                                          |                                    |
| Клер Фелпс                                | Еммануель Беар       |                      |                      |                                    |                               |                         |                                          |                                    |
| Юджин Кітрідж                             | Генрі Черні          |                      |                      |                                    |                               |                         | Генрі Черні                              | Генрі Черні                        |
| Вільям Донло                              | Рольф Саксон         |                      |                      |                                    |                               |                         |                                          | Рольф Саксон                       |
| Франц Крігер                              | Жан Рено             |                      |                      |                                    |                               |                         |                                          |                                    |
| Сара Девіс                                | Крістін Скотт Томас  |                      |                      |                                    |                               |                         |                                          |                                    |
| Макс                                      | Ванесса Редгрейв     |                      |                      |                                    |                               |                         |                                          |                                    |
| Ганна Вільямс                             | Інгеборга Дапкунайте |                      |                      |                                    |                               |                         |                                          |                                    |
| Джек Хармон                               | Еміліо Естевес       |                      |                      |                                    |                               |                         |                                          |                                    |
| Компаньон Макса (1) / Зв'язковий Фога (4) | Андреас Вісьнєвскі   |                      |                      | Андреас Вісьнєвскі                 |                               |                         |                                          |                                    |
| Шон Амброуз                               |                      | Дугрей Скотт         |                      |                                    |                               |                         |                                          |                                    |
| Ная Нордофф-Холл                          |                      | Тенді Ньютон         |                      |                                    |                               |                         |                                          |                                    |
| Х'ю Стамп                                 |                      | Річард Роксбург      |                      |                                    |                               |                         |                                          |                                    |
| Біллі Берд                                |                      | Джон Полсон          |                      |                                    |                               |                         |                                          |                                    |
| Джон К. Макклой                           |                      | Брендан Глісон       |                      |                                    |                               |                         |                                          |                                    |
| доктор Нехорвіч                           |                      | Раде Шербеджія       |                      |                                    |                               |                         |                                          |                                    |
| Суонбек                                   |                      | Ентоні Хопкінс       |                      |                                    |                               |                         |                                          |                                    |
| Бенджі Данн                               |                      |                      | Саймон Пегг          | Саймон Пегг                        | Саймон Пегг                   | Саймон Пегг             | Саймон Пегг                              | Саймон Пегг                        |
| Джулія Мід / Джулія Хант                  |                      |                      | Мішель Монаган       | Мішель Монаган                     |                               | Мішель Монаган          |                                          |                                    |
| Оуен Девіана                              |                      |                      | Філіп Сеймур Хоффман |                                    |                               |                         |                                          |                                    |
| Джон Масгрейв                             |                      |                      | Біллі Крудап         |                                    |                               |                         |                                          |                                    |
| Деклан Гормлі                             |                      |                      | Джонатан Ріс-Майєрс  |                                    |                               |                         |                                          |                                    |
| Ліндсі Ферріс                             |                      |                      | Кері Расселл         |                                    |                               |                         |                                          |                                    |
| Зен Лей                                   |                      |                      | Меггі Кью            |                                    |                               |                         |                                          |                                    |
| Теодор Брассел                            |                      |                      | Лоуренс Фішберн      |                                    |                               |                         |                                          |                                    |
| Вільям Брандт                             |                      |                      |                      | Джеремі Реннер                     | Джеремі Реннер                |                         |                                          |                                    |
| Джейн Картер                              |                      |                      |                      | Пола Петтон                        |                               |                         |                                          |                                    |
| Анатолій Сидоров                          |                      |                      |                      | Володимир Машков                   |                               |                         |                                          |                                    |
| Тревор Ханауей                            |                      |                      |                      | Джош Холлоуей                      |                               |                         |                                          |                                    |
| Курт Хендрікс / «Кобальт»                 |                      |                      |                      | Мікаел Нюквіст                     |                               |                         |                                          |                                    |
| Керівник ОМН                              |                      |                      |                      | Том Уілкінсон                      |                               |                         |                                          |                                    |
| Директор ЦРУ / керівник ОМН               |                      |                      |                      |                                    | Алек Болдвін                  | Алек Болдвін            |                                          |                                    |
| Директор ЦРУ                              |                      |                      |                      |                                    |                               | Анджела Бассетт         | Анджела Бассетт (фото)                   |                                    |
| Ільза Фауст                               |                      |                      |                      |                                    | Ребекка Фергюсон              | Ребекка Фергюсон        | Ребекка Фергюсон                         | Ребекка Фергюсон                   |
| Соломон Лейн                              |                      |                      |                      |                                    | Шон Гарріс                    | Шон Гарріс              |                                          |                                    |
| Огаст Вокер                               |                      |                      |                      |                                    |                               | Генрі Кавілл            |                                          |                                    |
| Аланна Міцополіс / «Біла вдова»           |                      |                      |                      |                                    |                               | Ванесса Кірбі           | Ванесса Кірбі                            | Ванесса Кірбі                      |
| Зола Міцополіс                            |                      |                      |                      |                                    |                               |                         | Фредерік Шмідт                           | Фредерік Шмідт                     |
| Ґрейс                                     |                      |                      |                      |                                    |                               |                         | Гейлі Етвел                              | Гейлі Етвел                        |
| Періс                                     |                      |                      |                      |                                    |                               |                         | Пом Клементьєв                           | Пом Клементьєв                     |
| Джаспер Бріґґс / Девід Рамсфельд          |                      |                      |                      |                                    |                               |                         | Шей Віґем                                | Шей Віґем                          |
| Габріель                                  |                      |                      |                      |                                    |                               |                         | Есай Моралес                             | Есай Моралес                       |
| Керівник АНБ                              |                      |                      |                      |                                    |                               |                         | Марк Ґетісс                              | Марк Ґетісс                        |
| Керівник НОР                              |                      |                      |                      |                                    |                               |                         | Чарльз Парнелл                           | Чарльз Парнелл                     |

## Знімальна група
| Роль       | Фільм                     | Фільм                   | Фільм                                                     | Фільм                                     | Фільм                                 | Фільм                                                                     | Фільм                                    | Фільм                                |
| Роль       | Місія нездійсненна        | Місія нездійсненна 2    | Місія нездійсненна 3                                      | Місія неможлива: Протокол «Фантом»        | Місія неможлива: Нація ізгоїв         | Місія неможлива: Фолаут                                                   | Місія неможлива: Розплата. Частина перша | Місія неможлива: Фінальна розплата   |
| ---------- | ------------------------- | ----------------------- | --------------------------------------------------------- | ----------------------------------------- | ------------------------------------- | ------------------------------------------------------------------------- | ---------------------------------------- | ------------------------------------ |
| Режисер    | Брайан Де Пальма          | Джон Ву                 | Дж. Дж. Абрамс                                            | Бред Берд                                 | Крістофер Маккворрі                   | Крістофер Маккворрі                                                       | Крістофер Маккворрі                      | Крістофер Маккворрі                  |
| Продюсер   | Том Круз, Пола Вагнер     | Том Круз, Пола Вагнер   | Том Круз, Пола Вагнер                                     | Том Круз, Дж. Дж. Абрамс, Брайан Берк     | Том Круз, Дж. Дж. Абрамс, Брайан Берк | Том Круз, Дж. Дж. Абрамс, Брайан Берк, Девід Еллісон, Крістофер Маккворрі | Том Круз, Крістофер Маккворрі            | Том Круз, Крістофер Маккворрі        |
| Сценарист  | Девід Кепп, Роберт Таун   | Девід Кепп, Роберт Таун | Брюс Геллер, Дж. Дж. Абрамс, Роберто Орсі, Алекс Куртцман | Брюс Геллер, Джош Аппелбаум, Андре Німець | Брюс Геллер, Дрю Пірс                 | Крістофер Маккворрі                                                       | Крістофер Маккворрі, Ерік Джендресен     | Крістофер Маккворрі, Ерік Джендресен |
| Композитор | Денні Елфман, Лало Шифрін | Ханс Циммер             | Майкл Джаккіно                                            | Майкл Джаккіно                            | Джо Кремер                            | Лорн Белф                                                                 | Лорн Белф                                | Лорн Белф                            |
| Оператор   | Стівен Х. Берум           | Джеффрі Л. Кімболл      | Деніел Міндел                                             | Роберт Елсвіт                             | Роберт Елсвіт                         | Роб Харді                                                                 | Фрейзер Таггарт                          | Фрейзер Таггарт                      |

## Гонорари Тома Круза
| Фільм                                    | Гонорар                                 |
| ---------------------------------------- | --------------------------------------- |
| Місія нездійсненна                       | $70 000 000 (40 % від зборів)           |
| Місія нездійсненна 2                     | $20 000 000 (12 % від зборів)           |
| Місія нездійсненна 3                     | $75 000 000 (55 % від зборів)           |
| Місія неможлива: Протокол «Фантом»       | $12 500 000 + % від підсумкової виручки |
| Місія неможлива: Нація ізгоїв            |                                         |
| Місія неможлива: Фолаут                  |                                         |
| Місія неможлива: Розплата. Частина перша |                                         |
| Місія неможлива: Фінальна розплата       |                                         |

## Сприйняття

### Реакція критиків
| Фільм                                    | Rotten Tomatoes        | Metacritic          | CinemaScore  |
| ---------------------------------------- | ---------------------- | ------------------- | ------------ |
| Місія нездійсненна                       | 63 % (57 відгуків)     | 59 (29 відгуків)    | B +          |
| Місія нездійсненна 2                     | 56 % (147 відгуків)    | 59 (40 відгуків)    | B            |
| Місія нездійсненна 3                     | 70 % (222 відкликання) | 66 (42 відкликання) | A-           |
| Місія неможлива: Протокол «Фантом»       | 93 % (239 відгуків)    | 73 (47 відгуків)    | A-           |
| Місія неможлива: Нація ізгоїв            | 93 % (299 відгуків)    | 75 (46 відгуків)    | A-           |
| Місія неможлива: Фолаут                  | 97 % (370 відгуків)    | 86 (60 відгуків)    | A            |
| Місія неможлива: Розплата. Частина перша | 96 % (374 відгуків)    | 81 (66 відгуків)    | A            |
| Місія неможлива: Фінальна розплата       | В очікуванні           | В очікуванні        | В очікуванні |

### Касові збори
| Фільм                                    | Дата виходу    | Збори          | Збори          | Збори          | Бюджет         | Прим.        |
| Фільм                                    | Дата виходу    | США та Канада  | За кордоном    | Увесь світ     | Бюджет         | Прим.        |
| ---------------------------------------- | -------------- | -------------- | -------------- | -------------- | -------------- | ------------ |
| Місія нездійсненна                       | 22 травня 1996 | $180 981 856   | $276 714 503   | $457 696 359   | $80 000 000    | [ 16 ]       |
| Місія нездійсненна 2                     | 24 травня 2000 | $215 409 889   | $330 978 216   | $546 388 105   | $125 000 000   | [ 17 ]       |
| Місія нездійсненна 3                     | 5 травня 2006  | $134 029 801   | $263 820 211   | $397 850 012   | $150 000 000   | [ 18 ]       |
| Місія неможлива: Протокол «Фантом»       | 14 грудня 2011 | $209 397 903   | $485 315 477   | $694 713 380   | $145 000 000   | [ 19 ]       |
| Місія неможлива: Нація ізгоїв            | 31 липня 2015  | $195 042 377   | $487 671 890   | $682 714 267   | $150 000 000   | [ 20 ]       |
| Місія неможлива: Фолаут                  | 27 липня 2018  | $220 159 104   | $571 498 294   | $791 657 398   | $178 000 000   | [ 21 ]       |
| Місія неможлива: Розплата. Частина перша | 12 липня 2023  | $171 756 589   | $392 300 000   | $564 056 589   | $291 000 000   | [ 22 ]       |
| Місія неможлива: Фінальна розплата       | В очікуванні   | В очікуванні   | В очікуванні   | В очікуванні   | В очікуванні   | В очікуванні |
| Всього                                   | Всього         | $1 326 777 519 | $2 808 930 480 | $4 135 707 999 | $1 119 000 000 | [ 23 ]       |

## Виноски
1. ↑  Іноді також «Місія нездійсненна»